# Герасимов, Геннадий Борисович
Генна́дий Бори́сович Гера́симов (род. 30 сентября 1974, Ленинград) — российский парафутболист и тренер, полузащитник паралимпийской сборной России. Серебряный призёр Паралимпийских игр 1996 по футболу 7x7, заслуженный мастер спорта России. Учредитель и президент региональной общественной организации «Федерация футбола лиц с церебральным параличом Санкт-Петербурга» (действует с 29 ноября 2018 года).
Выпускник НГУ им. П. Ф. Лесгафта.

## Награды
- Заслуженный мастер спорта России.